# صلاحاویه
صلاحاویه، روستایی از توابع بخش مرکزی شهرستان شادگان در استان خوزستان ایران است.

## جمعیت
این روستا در دهستان دارخوین قرار دارد و براساس سرشماری مرکز آمار ایران در سال ۱۳۸۵، جمعیت آن ۳۵۰ نفر (۴۲خانوار) بوده‌است.